# Cardeto
Cardeto – miejscowość i gmina we Włoszech, w regionie Kalabria, w prowincji Reggio Calabria.
Według danych na rok 2004 gminę zamieszkiwały 2324 osoby, 64,6 os./km².